# Betty, la fea: la historia continúa
Betty, la fea: la historia continúa es una serie de televisión colombiana producida por Estudios RCN para Prime Video. La serie es la secuela directa de Yo soy Betty, la fea (1999), sin tomar en cuenta los eventos de su antecesora Ecomoda (2001). Está protagonizada por Ana María Orozco y Jorge Enrique Abello, nuevamente en los papeles de Beatriz Pinzón Solano y Armando Mendoza. Se estrenó el 19 de julio de 2024.
El 29 de julio de 2024, la serie se renovó para una segunda temporada, prevista para estrenarse el 15 de agosto del 2025.

## Argumento
Veinte años después, Betty se enfrenta al reto de conectar con su hija Mila, mientras su matrimonio con Armando se desmorona. Betty ya no convive con Armando desde hace dos años, pues encontrarlo en una situación comprometedora revivió en ella traumas del pasado. Entusiasmada por el regreso de su hija y aunque intenta remediar su vínculo con ella, presiones en Ecomoda y enemigos del pasado harán lo posible por sacarla de la vida de Mila y también de la de Armando, quien no ha dejado de amarla.

## Reparto

### Principal
- Ana María Orozco como Beatriz «Betty» Aurora Pinzón Solano
- Jorge Enrique Abello como Armando Mendoza Sáenz
- Mario Duarte como Nicolás Mora Cifuentes
- Lorna Cepeda como Patricia Fernández
- Natalia Ramírez como Marcela Valencia
- Julián Arango como Hugo Lombardi
- Ricardo Vélez como Mario Calderón
- Carlos «Pity» Camacho como Pascual Pabón
- Zharick León como María José «Majo» Arriaga
- Rodrigo Candamil como Esteban Ruiz
- Juanita Molina como Camila «Mila» Mendoza Pinzón
- Jerónimo Cantillo como Jeff Muriel
- Sebastián Osorio como Ignacio «Nacho» Ortiz / Ignacio Valencia
- Jorge Herrera como Hermes Pinzón Galarza
- Luces Velásquez como Bertha Muñoz de González
- Julio César Herrera como Freddy Stewart Contreras
- Marcela Posada como Sandra Patiño
- Valentina Lagarejo como Carmen Jiménez
- Estefanía Gómez como Aura María Fuentes Rico (temporada 2; invitada temp. 1)

### Recurrentes e invitados
- Kepa Amuchastegui como Roberto Mendoza
- Adriana Franco como Julia Solano de Pinzón
- Alberto León Jaramillo como Saúl Gutiérrez
- Pilar Uribe como María Beatriz Valencia
- Lucho Velasco como «El Cacique»
- Carlos Duplat como Francisco Santamaría

## Producción
La serie fue anunciada el 6 de julio de 2023, junto al anuncio de Ana María Orozco y Jorge Enrique Abello retomando sus papeles. El rodaje comenzó en agosto de 2023. El 28 de septiembre de 2023 se confirmó el reparto completo. El rodaje concluyó en diciembre de 2023.

## Lanzamiento
La serie se estrenó en Amazon Prime Video el 19 de julio de 2024.

## Episodios
| N.º | Título                               | Fecha de lanzamiento original |
| --- | ------------------------------------ | ----------------------------- |
| 1   | «La reconciliación»                  | 19 de julio de 2024           |
| 2   | «Betty al poder»                     | 19 de julio de 2024           |
| 3   | «Betty, presidenta»                  | 26 de julio de 2024           |
| 4   | «Des-Armando»                        | 26 de julio de 2024           |
| 5   | «Tu cárcel»                          | 2 de agosto de 2024           |
| 6   | «Sueño de una larga noche de verano» | 2 de agosto de 2024           |
| 7   | «La caja de los recuerdos»           | 9 de agosto de 2024           |
| 8   | «La noche menos pensada»             | 9 de agosto de 2024           |
| 9   | «Borró cassette»                     | 16 de agosto de 2024          |
| 10  | «No culpes a la playa»               | 16 de agosto de 2024          |